# 偽装棄教
偽装棄教（ぎそうききょう）は、自分がそれまで信じてきた宗教を捨てたように表向きで振舞いながら、秘密裏にその信仰を継続する行為のことである。一般に他宗教による迫害などが原因で自身の信仰を大っぴらにすることが出来なくなった場合に行われる。日本では隠れキリシタンなどが有名。

## キリスト教徒の偽装棄教
キリスト教徒の偽装棄教で有名なのは、近世日本における隠れキリシタンである。江戸幕府（3代将軍・徳川家光）によるキリシタン禁止令の後、強制改宗により仏教を信仰していると見せかけ、キリスト教を偽装棄教したキリスト教信者（潜伏キリシタン）が主に九州地方に存在していた。数々の弾圧に晒されたが、中には明治時代まで密かにキリスト教信仰を保ち続けた地域・家系もある。 

## イスラム教徒の偽装棄教
イスラム教徒の偽装棄教で有名なのは、近世イベリアにおけるモリスコである。モリスコは表面上キリスト教徒でありながら、裏でイスラム教の信仰を保持しており、スペインとポルトガルの支配者から忌み嫌われる存在となっていた。最終的には殆どのモリスコが異端審問によりキリスト教への改宗か国外追放かを突きつけられ、また異端審問を逃れた場合でもキリスト教徒の圧力が強く、モリスコの殆どは現代に至るまでイスラム教徒としての信仰をスペインで守り抜くことは出来なかった。

## バハイ教徒の偽装棄教
バハイ教徒は歴史的経緯からイスラーム原理主義者からシーア派、スンナ派問わず、「邪教徒」、「背教者」、「カーフィル」とすさまじい憎悪を受けており、イスラーム原理主義の強い諸国ではしばしば偽装棄教を強いられる。イランではバハイ教の信仰は禁止されており、イスラーム教徒のふりをして生活を行う人も多数いる。